# BBCU FC
BBCU FC（タイ語: สโมสรฟุตบอลบิ๊กแบง จุฬาฯ ยูไนเต็ด, 英語: Big Bang Chura-United Football Club）は、タイの首都バンコクに本拠地を置いていたプロサッカークラブである。ホームスタジアムはチュラーロンコーンスポーツスタジアムである。（収容人数約25,000人）。もともとはチュラ・ユナイテッドという名前であったが、2011年より現在の名称になった。

## 歴史
チュラーロンコーン大学を母体として設立された。2007年に2部リーグにあたるタイ・ディヴィジョン1リーグBグループを制し、その後A,B両グループのそれぞれ上位2チーム計4チームによって行われたトーナメントで2位に入り、2008年タイ・プレミアリーグに復帰した。
2008年8月、クラブ名を「チュラーシンタナFC」から「チュラ・ユナイテッドFC」に変更した。
2011年、クラブ名をチュラ・ユナイテッドFCからBBCU FCに変更した。また、タイ・プレミアリーグへの昇格を果たしている。2012年にディヴィジョン1リーグに降格した。

## タイトル

### 国内タイトル
- タイ・プレミアリーグ:1回
  - 1998
- タイ・ディヴィジョン1リーグ:1回
  - 2007
- リージョナルリーグ・ディヴィジョン2:1回
  - 2006
- タイFAカップ:1回
  - 1997
- コー・ロイヤルカップ:2回
  - 1997, 1998

### 国際大会成績
- アジアクラブ選手権：出場回数：1回 （第19回；1999-2000）
- アジアカップウィナーズカップ：出場回数：1回 （第9回；1998-1999）

## 過去の成績
- 2006 リージョナルリーグ・ディヴィジョン2 優勝 (昇格)
- 2007 タイ・ディヴィジョン1リーグ グループB 優勝 (昇格)
- 2008 タイ・プレミアリーグ 8位
- 2009 タイ・プレミアリーグ 15位 (降格)
- 2010 タイ・ディヴィジョン1リーグ 10位
- 2011 タイ・ディヴィジョン1リーグ 3位 (昇格)
- 2012 タイ・プレミアリーグ 17位 (降格)
- 2013 タイ・ディヴィジョン1リーグ 11位
- 2014 タイ・ディヴィジョン1リーグ 9位
- 2015 タイ・ディヴィジョン1リーグ 4位
- 2016 タイ・リーグ1 18位 (降格)

## 歴代監督
- キャティサック・セーナームアン 2008, 2011-2012
- 杉山弘一 2016

## 歴代所属選手
- サラウット・マスク 2009-2010
- 高野剛 2015-2016
- 馬場悠企 2015